# التنمية الزراعية الفلسطينية PARC
الإغاثة الزراعية الفلسطينية (بالإنجليزية: Palestinian Agricultural Relief - PARC) هي منظمة غير حكومية وغير ربحية تأسست عام 1983 في مدينة رام الله، تهدف إلى تعزيز صمود المزارعين الفلسطينيين وتطوير القطاع الزراعي في الأراضي الفلسطينية.

## التاريخ والنشأة
تأسست الجمعية كإطار تطوعي متخصص داخل الحركة التطوعية الفلسطينية، وتهدف إلى تعزيز صمود المزارعين والوصول إلى الفئات الفقيرة والمهمشة.

## الأهداف والأنشطة
تهدف إلى:
- تنمية القطاع الزراعي وتعزيز صمود المزارعين.
- الوصول إلى الفئات الفقيرة والمهمشة.
- حشد وتطوير طاقات سكان الريف لتمكينهم.
- تنفيذ مشاريع تنموية في مجالات الزراعة، المياه، الطاقة المتجددة، والحماية البيئية.[2]

## المشاريع والشراكات
نفذت الجمعية العديد من المشاريع بالتعاون مع منظمات دولية، منها:
- برنامج "AMENCA 3" بالشراكة مع أوكسفام أستراليا.
- برنامج "تعزيز صمود المزارعين" بتمويل من صندوق الأمم المتحدة الإنساني.
- مشاريع في قطاع غزة والضفة الغربية لتعزيز الأمن الغذائي والتمكين الاقتصادي.[3]

كما حصلت الجمعية على تمويل بقيمة 2.5 مليون يورو من برنامج القدس الشرقية التابع للاتحاد الأوروبي لحماية حقوق المجتمعات الضعيفة وتعزيز قدرتها على الصمود.

## روابط خارجية
- الموقع الرسمي للجمعية